# Azmí Bišára
Azmí Bišára (hebrejsky עזמי בשארה, Azmi Biš'ara, arabsky عزمي بشارة) je palestinský politik a bývalý poslanec Knesetu za stranu Balad.

## Biografie
Narodil se 22. července 1956 ve městě Nazaret. Získal doktorát z filozofie na Humboldtově univerzitě. Hovoří arabsky, německy a anglicky. Je členem komunity izraelských Arabů.

## Politická dráha
Je zakladatelem a prvním předsedou Národního výboru arabských středních škol. Zakládal rovněž Svaz arabského studentstva v Izraeli. Stál i za vznikem politické strany Balad. Učil filozofii na Univerzitě Bir Zeit.
V izraelském parlamentu zasedl poprvé po volbách do Knesetu v roce 1996, ve kterých kandidoval za společnou kandidátní listinu Chadaš-Balad. Pracoval ve výboru pro ekonomické záležitosti, výboru pro ústavu, právo a spravedlnost a výboru pro zahraniční dělníky. Mandát obhájil ve volbách do Knesetu v roce 1999. Po nich se v Knesetu zapojil do práce výboru pro vzdělávání a kulturu, výboru pro ústavu, právo a spravedlnost a výboru pro státní kontrolu. Znovu zasedl v parlamentu po volbách do Knesetu v roce 2003. Ve funkčním období 2003–2006 byl členem výboru pro ústavu, právo a spravedlnost a výboru pro práva dětí.
Opětovně byl zvolen ve volbách v roce 2006. Zasedl opět ve výboru pro ústavu, právo a spravedlnost. Na mandát rezignoval v dubnu 2007. V té době čelil v Izraeli podezření ze spolupráce s nepřítelem a dalších vážných zločinů. Mělo jít například o spolupráci s libanonským hnutím Hizballáh, kterému měl za úplatu poskytovat informace o izraelských vojenských cílech. Rozhodl se proto opustit Kneset i Izrael.
Ve funkci ho nahradil Sajid Nafa. Voleb do Knesetu v roce 2009 se Biš'ara neúčastnil a zůstal v zahraničí.